# 柳延星
柳延星（韓語：유연성，1986年8月19日—），韓国男子羽毛球运动员。

## 簡歷
柳延星10歲時在老師的介紹下開始接觸羽毛球運動。
2010年11月，柳延星代表韓國出戰廣州亞運會，參加羽毛球比賽的男子雙打（夥拍高成炫）及男子團體項目，奪得男子團體銀牌。

### 2013年世錦賽晉八強
2013年8月，柳延星參加中國廣州舉行的世界羽毛球錦標賽，分別與申白喆和張藝娜出戰男子雙打及混合雙打項目。男子雙打方面，他與申白喆以12號種子身分出戰，故於首圈輪空，第二圈即以2比0擊敗俄羅斯組合晉級；但在第三圈就以1比2（21-17、18-21、18-21）不敵韓國隊友、5號種子的金基正/金沙朗，16強止步。而混雙方面，他與張藝娜被列為11號種子，於首圈輪空後，第二圈先以2比0力克瑞典組合晉級；第三圈面對7號種子、泰國組合戍革·普拉帕卡莫、莎拉丽·桑松卡姆，亦以2比0（21-14、21-13）勝出；但至半準決賽，他們終以0比2（12-21、20-22）不敵2號種子、中國的张楠/赵芸蕾，8強止步。

### 2017年年尾回归国家队
2017年10月，在韩国国家队也表示前四位名将奥运混双冠军的李龍大、柳延星、金基正和世界冠军的高成炫即将在本土赛事的韓國羽毛球大師賽首秀复出，这也意味着韩国男双的整体实力有待回升。不仅如此，它们的目标也是以明年的汤姆斯杯为主。

### 2017年再度复出
2017年11月，柳延星再次与老搭档李龍大携手出戰韓國羽毛球大師賽。在男双四强中，以三局比拼（21-16、11-21、19-21）不敌韩国队友的鄭在旭/金基正。后者将与韩国新秀组合的金元昊/徐承宰展开内战争夺，值得一提的是此次韩国羽协的名单中包括了龙星组合的复出、还有高成炫以及金基正同时也为汤姆斯杯注入了强心针。

## 主要比賽成績
只列出曾進入準決賽的國際賽事成績：
| 年份   | 賽事                     | 公開賽級別 | 項目     | 拍檔         | 成績   |
| ------ | ------------------------ | ---------- | -------- | ------------ | ------ |
| 2008年 | 新加坡羽毛球超級賽       | 超級賽     | 男子雙打 | 曹建雨       | 準決賽 |
| 2008年 | 日本羽毛球超級賽         | 超級賽     | 混合雙打 | 金旼貞       | 準決賽 |
| 2009年 | 亞洲羽毛球錦標賽         | 其他       | 男子雙打 | 高成炫       | 亞軍   |
| 2009年 | 亞洲羽毛球錦標賽         | 其他       | 混合雙打 | 金旼貞       | 亞軍   |
| 2009年 | 中國羽毛球大師賽         | 超級賽     | 男子雙打 | 曹建雨       | 準決賽 |
| 2009年 | 韓國羽毛球國際挑戰賽     | 國際挑戰賽 | 男子雙打 | 高成炫       | 亞軍   |
| 2010年 | 瑞士羽毛球超級賽         | 超級賽     | 男子雙打 | 高成炫       | 冠軍   |
| 2010年 | 亞洲羽毛球錦標賽         | 其他       | 男子雙打 | 曹建雨       | 冠軍   |
| 2010年 | 亞洲羽毛球錦標賽         | 其他       | 混合雙打 | 金旼貞       | 亞軍   |
| 2010年 | 新加坡羽毛球超級賽       | 超級賽     | 男子雙打 | 高成炫       | 準決賽 |
| 2010年 | 澳門羽毛球黃金大獎賽     | 黃金大獎賽 | 男子雙打 | 高成炫       | 冠軍   |
| 2010年 | 中國羽毛球大師賽         | 超級賽     | 男子雙打 | 高成炫       | 亞軍   |
| 2010年 | 中國羽毛球超級賽         | 超級賽     | 男子雙打 | 高成炫       | 準決賽 |
| 2010年 | 香港羽毛球超級賽         | 超級賽     | 男子雙打 | 高成炫       | 冠軍   |
| 2010年 | 韓國羽毛球大獎賽         | 大獎賽     | 男子雙打 | 高成炫       | 亞軍   |
| 2010年 | 韓國羽毛球大獎賽         | 大獎賽     | 混合雙打 | 金旼貞       | 冠軍   |
| 2011年 | 韓國羽毛球首要超級賽     | 首要超級賽 | 男子雙打 | 高成炫       | 準決賽 |
| 2011年 | 德國羽毛球黃金大獎賽     | 黃金大獎賽 | 男子雙打 | 高成炫       | 準決賽 |
| 2011年 | 瑞士羽毛球黃金大獎賽     | 黃金大獎賽 | 男子雙打 | 高成炫       | 冠軍   |
| 2011年 | 泰國羽毛球黃金大獎賽     | 黃金大獎賽 | 男子雙打 | 高成炫       | 準決賽 |
| 2011年 | 世界羽毛球錦標賽         | 其他       | 男子雙打 | 高成炫       | 亞軍   |
| 2011年 | 中華台北羽毛球黃金大獎賽 | 黃金大獎賽 | 男子雙打 | 高成炫       | 冠軍   |
| 2011年 | 中國羽毛球大師賽         | 超級賽     | 男子雙打 | 高成炫       | 準決賽 |
| 2011年 | 中國羽毛球大師賽         | 超級賽     | 混合雙打 | 張藝娜       | 亞軍   |
| 2011年 | 香港羽毛球超級賽         | 超級賽     | 男子雙打 | 高成炫       | 準決賽 |
| 2011年 | 中國羽毛球首要超級賽     | 首要超級賽 | 男子雙打 | 高成炫       | 亞軍   |
| 2011年 | 澳門羽毛球黃金大獎賽     | 黃金大獎賽 | 男子雙打 | 高成炫       | 亞軍   |
| 2011年 | 韓國羽毛球黃金大獎賽     | 黃金大獎賽 | 男子雙打 | 高成炫       | 冠軍   |
| 2011年 | 韓國羽毛球黃金大獎賽     | 黃金大獎賽 | 混合雙打 | 張藝娜       | 冠軍   |
| 2011年 | 世界羽聯超級系列賽總決賽 | 首要超級賽 | 男子雙打 | 高成炫       | 準決賽 |
| 2012年 | 韓國羽毛球首要超級賽     | 首要超級賽 | 男子雙打 | 高成炫       | 準決賽 |
| 2012年 | 德國羽毛球黃金大獎賽     | 黃金大獎賽 | 男子雙打 | 高成炫       | 準決賽 |
| 2012年 | 印度羽毛球超級賽         | 超級賽     | 男子雙打 | 高成炫       | 亞軍   |
| 2012年 | 湯姆斯盃                 | 其他       | 男子團體 | －           | 亞軍   |
| 2012年 | 新加坡羽毛球超級賽       | 超級賽     | 男子雙打 | 高成炫       | 亞軍   |
| 2012年 | 丹麥羽毛球首要超級賽     | 首要超級賽 | 男子雙打 | 申白喆       | 冠軍   |
| 2012年 | 中國羽毛球首要超級賽     | 首要超級賽 | 混合雙打 | 張藝娜       | 準決賽 |
| 2012年 | 澳門羽毛球黃金大獎賽     | 黃金大獎賽 | 男子雙打 | 申白喆       | 準決賽 |
| 2012年 | 韓國羽毛球黃金大獎賽     | 黃金大獎賽 | 混合雙打 | 張藝娜       | 亞軍   |
| 2013年 | 泰國羽毛球黃金大獎賽     | 黃金大獎賽 | 男子雙打 | 申白喆       | 冠軍   |
| 2013年 | 印尼羽毛球首要超級賽     | 首要超級賽 | 男子雙打 | 申白喆       | 準決賽 |
| 2013年 | 新加坡羽毛球超級賽       | 超級賽     | 男子雙打 | 申白喆       | 準決賽 |
| 2013年 | 新加坡羽毛球超級賽       | 超級賽     | 混合雙打 | 嚴惠媛       | 亞軍   |
| 2013年 | 中華台北羽毛球黃金大獎賽 | 黃金大獎賽 | 男子雙打 | 申白喆       | 準決賽 |
| 2013年 | 中華台北羽毛球黃金大獎賽 | 黃金大獎賽 | 混合雙打 | 嚴惠媛       | 亞軍   |
| 2013年 | 中國羽毛球大師賽         | 超級賽     | 混合雙打 | 嚴惠媛       | 亞軍   |
| 2013年 | 丹麥羽毛球首要超級賽     | 首要超級賽 | 男子雙打 | 李龍大       | 冠軍   |
| 2013年 | 韓國羽毛球黃金大獎賽     | 黃金大獎賽 | 混合雙打 | 張藝娜       | 冠軍   |
| 2013年 | 中國羽毛球首要超級賽     | 首要超級賽 | 男子雙打 | 李龍大       | 冠軍   |
| 2013年 | 香港羽毛球超級賽         | 超級賽     | 男子雙打 | 李龍大       | 冠軍   |
| 2014年 | 新加坡羽毛球超級賽       | 超級賽     | 男子雙打 | 金沙朗       | 準決賽 |
| 2014年 | 亞洲羽毛球錦標賽         | 其他       | 男子雙打 | 申白喆       | 冠軍   |
| 2014年 | 日本羽毛球超級賽         | 超級賽     | 男子雙打 | 李龍大       | 冠軍   |
| 2014年 | 印尼羽毛球首要超級賽     | 首要超級賽 | 男子雙打 | 李龍大       | 冠軍   |
| 2014年 | 澳洲羽毛球超級賽         | 超級賽     | 男子雙打 | 李龍大       | 冠軍   |
| 2014年 | 世界羽毛球錦標賽         | 其他       | 男子雙打 | 李龍大       | 亞軍   |
| 2014年 | 亞洲運動會羽毛球比賽     | 其他       | 男子團體 | －           | 金牌   |
| 2014年 | 亞洲運動會羽毛球比賽     | 其他       | 男子雙打 | 李龍大       | 銀牌   |
| 2014年 | 丹麥羽毛球首要超級賽     | 首要超級賽 | 男子雙打 | 李龍大       | 亞軍   |
| 2014年 | 韓國羽毛球大獎賽         | 大獎賽     | 男子雙打 | 李龍大       | 冠軍   |
| 2014年 | 韓國羽毛球大獎賽         | 大獎賽     | 混合雙打 | 嚴惠媛       | 準決賽 |
| 2014年 | 中國羽毛球首要超級賽     | 首要超級賽 | 男子雙打 | 李龍大       | 冠軍   |
| 2014年 | 中國羽毛球首要超級賽     | 首要超級賽 | 混合雙打 | 嚴惠媛       | 亞軍   |
| 2014年 | 世界羽聯超級系列賽總決賽 | 首要超級賽 | 男子雙打 | 李龍大       | 冠軍   |
| 2015年 | 馬來西亞羽毛球首要超級賽 | 首要超級賽 | 男子雙打 | 李龍大       | 亞軍   |
| 2015年 | 亞洲羽毛球錦標賽         | 其他       | 男子雙打 | 李龍大       | 冠軍   |
| 2015年 | 蘇迪曼盃                 | 其他       | 混合團體 | －           | 季軍   |
| 2015年 | 澳洲羽毛球超級賽         | 超級賽     | 男子雙打 | 李龍大       | 冠軍   |
| 2015年 | 印尼羽毛球首要超級賽     | 首要超級賽 | 男子雙打 | 李龍大       | 準決賽 |
| 2015年 | 中華台北羽毛球黃金大獎賽 | 黃金大獎賽 | 男子雙打 | 李龍大       | 準決賽 |
| 2015年 | 世界羽毛球錦標賽         | 其他       | 男子雙打 | 李龍大       | 季軍   |
| 2015年 | 日本羽毛球超級賽         | 超級賽     | 男子雙打 | 李龍大       | 冠軍   |
| 2015年 | 韓國羽毛球超級賽         | 超級賽     | 男子雙打 | 李龍大       | 冠軍   |
| 2015年 | 丹麥羽毛球首要超級賽     | 首要超級賽 | 男子雙打 | 李龍大       | 冠軍   |
| 2015年 | 法國羽毛球超級賽         | 超級賽     | 男子雙打 | 李龍大       | 冠軍   |
| 2015年 | 香港羽毛球超級賽         | 超級賽     | 男子雙打 | 李龍大       | 冠軍   |
| 2015年 | 香港羽毛球超級賽         | 超級賽     | 混合雙打 | 張藝娜       | 準決賽 |
| 2015年 | 世界羽聯超級系列賽總決賽 | 首要超級賽 | 男子雙打 | 李龍大       | 準決賽 |
| 2016年 | 德國羽毛球黃金大獎賽     | 黃金大獎賽 | 男子雙打 | 李龍大       | 亞軍   |
| 2016年 | 全英羽毛球首要超級賽     | 首要超級賽 | 男子雙打 | 李龍大       | 準決賽 |
| 2016年 | 馬來西亞羽毛球首要超級賽 | 首要超級賽 | 男子雙打 | 李龍大       | 準決賽 |
| 2016年 | 新加坡羽毛球超級賽       | 超級賽     | 男子雙打 | 李龍大       | 準決賽 |
| 2016年 | 中國羽毛球大師賽         | 黃金大獎賽 | 男子雙打 | 李龍大       | 冠軍   |
| 2016年 | 亞洲羽毛球錦標賽         | 其他       | 男子雙打 | 李龍大       | 冠軍   |
| 2016年 | 湯姆斯盃                 | 其他       | 男子團體 | －           | 季軍   |
| 2016年 | 印尼羽毛球首要超級賽     | 首要超級賽 | 男子雙打 | 李龍大       | 冠軍   |
| 2016年 | 韓國羽毛球超級賽         | 超級賽     | 男子雙打 | 李龍大       | 冠軍   |
| 2017年 | 亞洲羽毛球混合團體錦標賽 | 其他       | 混合團體 | －           | 亞軍   |
| 2017年 | 韓國羽毛球大師賽         | 大獎賽     | 男子雙打 | 李龍大       | 準決賽 |
| 2018年 | 杜拜羽毛球國際挑戰賽     | 國際挑戰賽 | 男子雙打 | Kim Sang Soo | 冠軍   |
| 2018年 | 杜拜羽毛球國際挑戰賽     | 國際挑戰賽 | 混合雙打 | 朴紹英       | 冠軍   |
| 2019年 | 美國羽毛球公開賽         | 超級300賽  | 男子雙打 | 李龍大       | 準決賽 |
| 2019年 | 俄羅斯羽毛球公開賽       | 超級100賽  | 男子雙打 | 李龍大       | 準決賽 |

| 2007-2017年 | 首要超級賽 | 超級賽 | 黃金大獎賽 | 大獎賽 | 國際挑戰賽 | 國際系列賽 | 未來系列賽 | 其他 |

| 2018-2026年 | 總決賽 | 超級1000賽 | 超級750賽 | 超級500賽 | 超級300賽 | 超級100賽 | 國際挑戰賽 | 國際系列賽 | 未來系列賽 | 其他 |

### 奧運會和世錦賽參賽紀錄
|          | 搭檔   | 2009 | 2010 | 2011 | 2012       | 2013 | 2014 | 2015 | 2016 |
| -------- | ------ | ---- | ---- | ---- | ---------- | ---- | ---- | ---- | ---- |
| 男子雙打 | 曹建雨 | 8強  | －   | －   | －         | －   | －   | －   | －   |
| 男子雙打 | 高成炫 | －   | 16強 | 亞軍 | 小組第三名 | －   | －   | －   | －   |
| 男子雙打 | 申白喆 | －   | －   | －   | －         | 16強 | －   | －   | －   |
| 男子雙打 | 李龍大 | －   | －   | －   | －         | －   | 亞軍 | 季軍 | 8強  |
|          |        |      |      |      |            |      |      |      |      |
| 混合雙打 | 金旼貞 | 16強 | 16強 | －   | －         | －   | －   | －   | －   |
| 混合雙打 | 張藝娜 | －   | －   | －   | －         | 8強  | －   | －   | －   |